# Nostrzyk

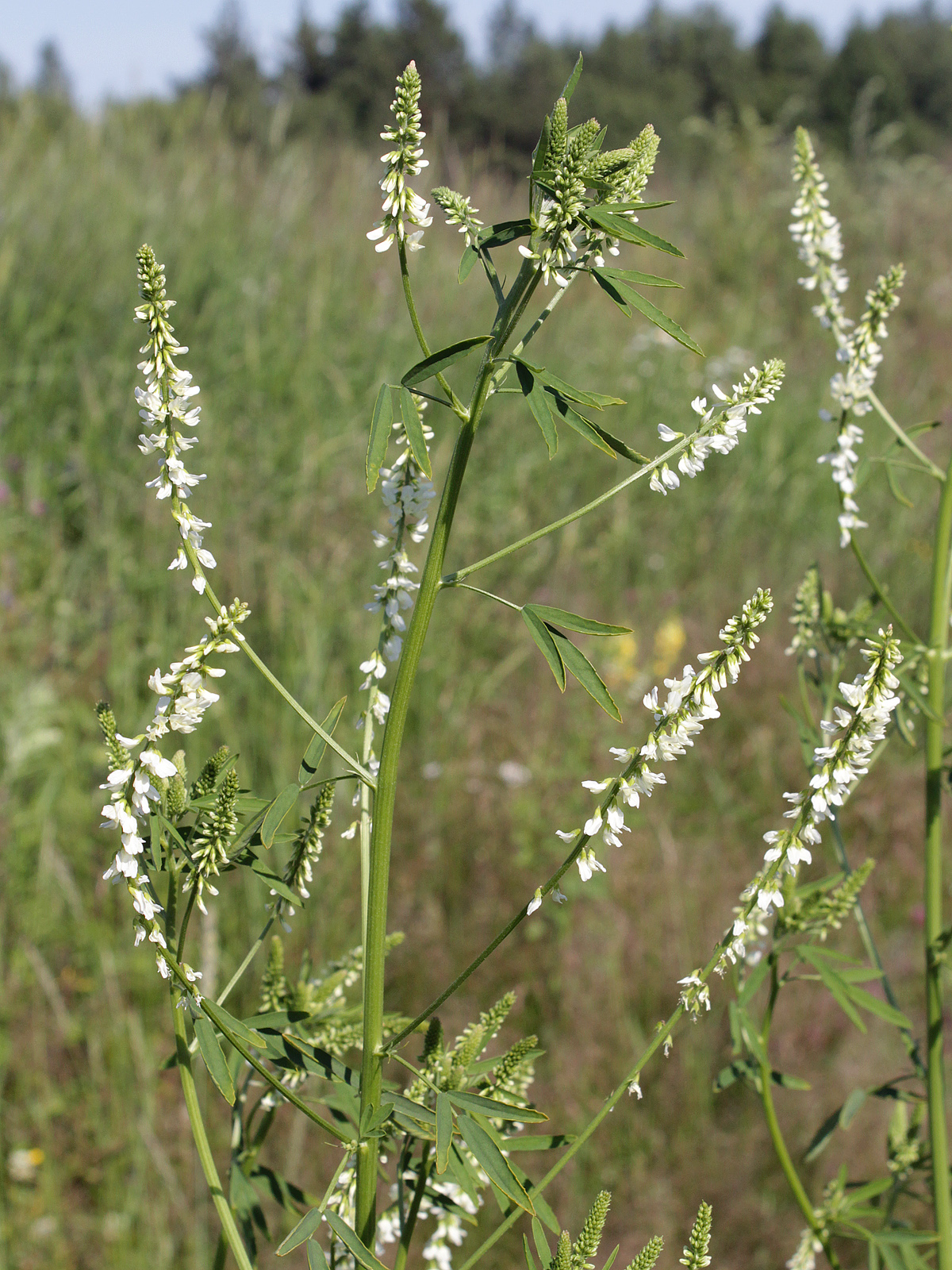
Nostrzyk biały

Nostrzyk (Melilotus Mill.) – rodzaj roślin z rodziny bobowatych (motylkowatych) Fabaceae. Należą do niego 23 gatunki. Występują na wszystkich kontynentach Starego Świata, jako introdukowane rosną też na innych kontynentach. Nazwa naukowa nawiązuje do jednej z grup roślin w starożytnej taksonomii ludowej opisywanych jako lotos, czy dokładniej „miodowy lotos”.
Nostrzyki uprawiane są na zielony nawóz, jako rośliny pastewne (aczkolwiek mogą być szkodliwe dla bydła i owiec) oraz miododajne. Największe znaczenie użytkowe ma nostrzyk biały M. alba i żółty M. officinalis. Dobrze tolerujący zasolenie nostrzyk messyński M. messanensis wykorzystywany jest do poprawy właściwości gleb zasolonych, zwłaszcza w Australii.

## Rozmieszczenie geograficzne
Przedstawiciele rodzaju rosną w Afryce, Europie i Azji, największe zróżnicowanie osiągają w rejonie Morza Śródziemnego i w centralnej Azji. W Europie występuje 16 gatunków. Jako introdukowane rośliny z tego rodzaju obecne są także w Australii i na obu kontynentach amerykańskich.
W Polsce występują cztery gatunki z tego rodzaju jako rodzime w krajowej florze:
Pierwsza nazwa naukowa według listy krajowej, druga – obowiązująca według bazy taksonomicznej Plants of the World online (jeśli jest inna)
- nostrzyk biały Melilotus alba Medik. ≡ Melilotus albus Medik.
- nostrzyk wyniosły Melilotus altissima Thuill. ≡ M. altissimus Thuill.
- nostrzyk ząbkowany Melilotus dentata (Waldst. & Kit.) Pers. ≡ M. dentatus (Waldst. & Kit.) Desf.
- nostrzyk żółty Melilotus officinalis (L.) Pall. ≡ M. officinalis (L.) Lam.

Jako antropofity zadomowione lub przejściowo tylko dziczejące stwierdzone zostały w Polsce:
Pierwsza nazwa naukowa według listy krajowej, druga – obowiązująca według bazy taksonomicznej Plants of the World online (jeśli jest inna)
- nostrzyk messyński Melilotus messanensis (L.) All. ≡ M. siculus (Turra) Steud. – efemerofit
- nostrzyk siarkowożółty Melilotus sulcata Desf. ≡ M. sulcatus Desf. – efemerofit
- nostrzyk wołżański Melilotus wolgica Poir. in Lam. ≡ M. wolgicus Poir. – antropofit zadomowiony
- nostrzyk indyjski Melilotus indica (L.) All. ≡ M. indicus (L.) All. – efemerofit

## Morfologia
PokrójRośliny jednoroczne lub byliny, pędy prosto wznoszące się.
LiścieZłożone z trzech listków z całobrzegimi przylistkami przyrośniętymi u nasady do ogonka liściowego. Listki piłkowane, z wyraźnymi nerwami sięgającymi końców ząbków.
KwiatyMotylkowe, wyrastają z kątów liści w wielokwiatowych gronach. Przysadki drobne. Działki kielicha w liczbie 5 równej długości. Płatki korony żółte lub białe. Słupek z jedną, górną zalążnią zawierającą od 2 do 8 zalążków, szyjka słupka nitkowata, wygięta ku górze, często trwała. 10 pręcików, z których dziewięć zrośniętych jest nitkami tworząc rurkę, jeden pręcik zaś jest wolny.
OwoceOwalne lub kuliste strąki niewiele dłuższe od kielicha. Powierzchnia siatkowato żyłkowana lub marszczona. W środku 1 lub 2 jajowate nasiona, gładkie lub brodawkowate.

## Systematyka
Pozycja systematyczna
Jeden z rodzajów podrodziny bobowatych właściwych Faboideae w rzędzie bobowatych Fabaceae s.l. W obrębie podrodziny należy do plemienia Trifolieae.
Wykaz gatunków
- Melilotus albus Medik. – nostrzyk biały
- Melilotus altissimus Thuill. – nostrzyk wyniosły
- Melilotus arenarius Grecescu
- Melilotus bicolor Boiss. & Balansa
- Melilotus dentatus (Waldst. & Kit.) Desf. – nostrzyk ząbkowany
- Melilotus elegans Salzm. ex Ser.
- Melilotus gorkemii Yıld.
- Melilotus × haussknechtianus O.E.Schulz
- Melilotus hirsutus Lipsky
- Melilotus indicus (L.) All. – nostrzyk indyjski
- Melilotus infestus Guss.
- Melilotus italicus (L.) Lam.
- Melilotus macrocarpus Coss. & Durieu
- Melilotus neapolitanus Ten.
- Melilotus officinalis (L.) Lam. – nostrzyk żółty
- Melilotus polonicus (L.) Pall. – nostrzyk polski
- Melilotus × schoenheitianus Hausskn.
- Melilotus segetalis (Brot.) Ser.
- Melilotus serratifolius Täckh. & Boulos
- Melilotus siculus (Turra) Steud. – nostrzyk messyński
- Melilotus speciosus Durieu
- Melilotus suaveolens Ledeb.
- Melilotus sulcatus Desf. – nostrzyk siarkowożółty
- Melilotus tauricus (M.Bieb.) Ser. – nostrzyk tauryjski
- Melilotus wolgicus Poir. – nostrzyk wołżański